# Jiří Starosta
Pour les articles homonymes, voir Starosta (homonymie).
Jiří Starosta est un footballeur puis entraîneur tchécoslovaque, mort le 15 février 2012,. Il évolue au poste de milieu de terrain dans les années 1950 au SK Vítkovice.
Il dirige la sélection de l'Éthiopie, avec qui il termine troisième de la Coupe d'Afrique des nations 1959. Avec le Soudan, il remporte cette même compétition en 1970.

## Biographie
Jiří Starosta joue dans les rangs du SK Vítkovice de 1950 à 1952 au poste de milieu de terrain
Starosta est choisi par les dirigeants de la fédération éthiopienne pour prendre en charge l'équipe nationale lors de la deuxième édition de la Coupe d'Afrique des nations en 1959. Les Antilopes Walyas retrouvent, comme deux ans auparavant la République arabe unie, qui l'avait battue en finale et le Soudan. Contrairement à l'édition inaugurale, c'est sous la forme d'une poule unique que se déroule la compétition. Starosta et ses hommes terminent à la troisième et dernière place, sans remporter une seule rencontre ni même marquer un but (défaites 4-0 contre la République arabe unie puis 1-0 contre les Soudanais).
En 1970, c'est avec une autre équipe africaine, le Soudan qu'il participe à la CAN. Soutenu par tout un peuple (l'épreuve est disputée au Soudan), il va réussir à aller au bout de la compétition et remporte le titre avec les Faucons de Jediane après avoir battu en finale les Black Stars du Ghana à Khartoum. C'est le seul titre majeur de la sélection soudanaise, qui avait auparavant perdu deux finales continentales (en 1959 et en 1963, déjà face au Ghana).

## Palmarès
- Coupe d'Afrique des nations :
  - Vainqueur en 1970 avec le Soudan.
  - Troisième en 1959 avec l'Éthiopie.